# ポリタスTV
ポリタスTV（英語: Politas TV）は、オンラインの政治メディア「ポリタス」が配信する、独立型オンライン報道番組である。主にYouTubeで番組を公開している。

## 概要
初回放送は2020年6月1日。編集長の津田大介らがMCを務め、主に平日毎日午後7時から多彩な専門家をゲストに迎えて番組を放送している。
2024年8月にはエアレボリューションやデモクラシータイムスなど複数の独立系メディアと共に「論壇フェス」を開催した。

## ポリシー
- 複雑な社会問題を要約する際に単純化しない
- 「政局」よりも「政策」の形成過程に目を向ける
- テクノロジーが社会に与える影響を噛み砕いて伝える
- 社会運動の当事者にフォーカスしエンパワーする
- 番組出演者のジェンダー平等を維持する
- リアルタイムコミュニケーションで報道を開く[3]

## 番組のMC

### 現在
| 氏名               | 肩書き                                                 |
| ------------------ | ------------------------------------------------------ |
| 津田大介           | ジャーナリスト キャスター 有限会社ネオローグ代表取締役 |
| 能條桃子           | NOYOUTHNOJAPAN代表                                     |
| 宮崎園子           | フリーランス記者                                       |
| 小田原のどか       | アーティスト                                           |
| 和田靜香           | ライター                                               |
| 福田和子           | SRHRアクティビスト                                     |
| 水野優望           | 翻訳家                                                 |
| 岡田麻沙           | ライター/UXライター                                    |
| 笛美               | フェミニスト                                           |
| あんな             | フェミニスト                                           |
| キニマンス塚本ニキ | ラジオパーソナリティ 通訳 翻訳者 コーディネーター      |
| 池田鮎美           | 作家                                                   |
| 藤井セイラ         | 編集者/エッセイスト                                    |
| ふきたろう         | 気候アクティビスト                                     |
| 中村眞大           | ライター/NPO法人School Liberty Network共同代表         |
| 西由良             | あなたの沖縄主宰                                       |

### 過去
| 氏名     | 肩書き                                   |
| -------- | ---------------------------------------- |
| 西尾慧吾 | 沖縄戦遺骨収容国吉勇応援会・学生共同代表 |

## 主な出演者
| 氏名       | 肩書き |
| ---------- | --- |
| 浜田敬子   | ジャーナリスト Business Insider Japan エグゼクティブ・アドバイザー 前Business Insider Japan統括編集長 元AERA編集長。 |
| 青木理     | TVコメンテーター 元共同通信社記者 元ソウル特派員。                                                                   |
| 三輪記子   | 弁護士 タレント |
| 渋谷和宏   | 作家 経済ジャーナリスト 大正大学表現学部客員教授                                                                     |
| 辻田真佐憲 | 著述家 軍歌研究者 近現代史研究者                                                                                     |
| 瀧波ユカリ | 漫画家 文筆家 エッセイスト ラジオパーソナリティ マルチタレント                                                       |
| 石井千湖   | ライター 書評家 |